# Miss Teen USA 2017
Miss Teen EUA 2017 foi a 35° edição do concurso Miss Teen USA. Foi realizada no Phoenix Symphony Hall, em Phoenix, Arizona, em 29 de julho de 2017. Karlie Hay, do Texas, coroou sua sucessora, Sophia Dominguez-Heithoff, de Missouri, no final do evento. O concurso contou com a participação do cantor mexicano Jorge Blanco, e  teve como anfitriões a personal trainer e autora de celebridades Heidi Powell e Erin Lim.
Foi a primeira vez que o concurso foi realizado no Arizona e o primeiro a transmitir a cores de Alta faixa dinâmica(HDR), realidade virtual e em consoles PlayStation.

## Resultados
| Resultados Finais  | Concorrente |
| ------------------ | --- |
| Miss Teen EUA 2017 | - Missouri - Sophia Dominguez-Heithoff |
| 1° Vice-Campeão    | - Oregon - Vanessa Matheson |
| 2° Vice-Campeão    | - Nevada - Alexis Smith |
| 3° Vice-Campeão    | - Indiana - Paige Robinson |
| 4° Vice-Campeão    | - Califórnia - Jaanu Patel |
| Top 15             | - Arizona - Karly Riggs - Iowa - Carley Arnold - Maryland - Taylor Spruill - Nova Iorque - Isabella Griffith - Oklahoma - Baylee Ogle - Texas - Kirby Lindley - Utah - Rachel Bell - Vermont - Kelsey Bell - Virgínia Ocidental - Olivia Hutchison - Wyoming - Autumn Schieferstein |

### Prêmios Especiais
| Prêmio          | Concorrente                       |
| --------------- | --------------------------------- |
| Miss Simpatia   | - Rhode Island - Alexa Papigiotis |
| Miss Fotogênica | - Nova Jérsei - Briahna Reinstein |

## Concurso

### Seleção das candidatas
As candidatas dos 50 estados e o Distrito de Columbia foram selecionadas em concursos estaduais que começaram em setembro de 2016 e terminaram em fevereiro de 2017.

### Rodada preliminar
Antes da competição final, as candidatas competiram na competição preliminar, que envolveu entrevistas particulares com os juízes e um show de apresentaçào em que elas competiram em roupas esportivas e trajes de gala. Foi realizada em 28 de julho, um dia antes da final.

### Finais
Durante a competição final, as 15 finalistas competiram em roupas esportivas, e trajes de gala e uma rodada de perguntas personalizadas, a vencedora foi decidida por um paínel de juízes

### Transmissão
Todas as rodadas do concurso foram transmitidas pela web no aplicativo móvel Miss U, na página do Facebook do Miss Teen EUA, o evento ao vivo também estão disponíveis para download no PlayStation Store para consoles PlayStation 4. A final também foi transmitidas nos consoles Xbox One via Mixer, com suporte para alta faixa dinâmica (HDR) usando o padrão HDR10 e nos consoles Xbox 360 via Xbox Live.
Pela primeira vez, as transmissões em 360 graus do concurso estavam disponíveis.

## Juízes
- K. Lee Graham - Miss Teen EUA 2014 da Carolina do Sul.
- Divya Gugnani - Empresária e co-fundadora da Wander Beauty.
- Kalani Hilliker - Dançarina, atriz e modelo.
- Tamaya Petteway - Empresária e vice-presidente sênior da Divisão de Parcerias e Marcas e Licenciamento da Endemol Shine North America.
- Syleste Rodriguez - Âncora de noticias.

## Candidatas
51 candidatas competiram no Miss Teen EUA 2017.
| Estado               | Candidata                 | Idade na época | Cidade natal         | Altura | Colocação          | Notas                                                           |
| -------------------- | ------------------------- | -------------- | -------------------- | ------ | ------------------ | --------------------------------------------------------------- |
| Alabama              | Claire Scott              | 17             | Vestavia Hills       | 1,70   |                    |                                                                 |
| Alasca               | Tana Bartels              | 19             | Fairbanks            |        |                    |                                                                 |
| Arizona              | Karly Riggs               | 17             | Scottsdale           | 1,73   | Top 15             |                                                                 |
| Arkansas             | Allison Tucker            | 17             | Clarksville          | 1,68   |                    |                                                                 |
| Califórnia           | Jaanu Patel               | 16             | Huntington Beach     | 1,75   | 4° Vice-Campeão    |                                                                 |
| Colorado             | Alexis Grover             | 17             | Colorado Springs     | 1,70   |                    |                                                                 |
| Carolina do Norte    | Kenzie Hansley            | 18             | Surf City            | 1,78   |                    | Anteriormente Miss Teen Carolina do Norte Outstanding Teen 2015 |
| Carolina do Sul      | Alexis Johnson            | 18             | Myrtle Beach         | 1,78   |                    |                                                                 |
| Connecticut          | Lana Coffey               | 18             | New Canton           | 1,80   |                    | Irmã da Miss Nova Iorque Teen EUA 2007, Tatiana Pallagi.        |
| Delaware             | Grace Lange               | 17             | Newark               | 1,83   |                    |                                                                 |
| Dakota do Norte      | Kilyn Parisien-Hill       | 19             | Belcourt             | 1,65   |                    |                                                                 |
| Dakota do Sul        | Delaney Rupp              | 19             | Sioux Falls          | 1,80   |                    | Irmã da Miss Dakota do Sul Teen EUA 2013, Alexis Rupp           |
| Distrito de Colúmbia | Karis Felton              | 17             | Washington, D.C.     | 1,68   |                    |                                                                 |
| Flórida              | Victoria DiSorbo          | 19             | Pembroke Pines       | 1,75   |                    |                                                                 |
| Geórgia              | Taylor Ward               | 18             | Valdosta             |        |                    |                                                                 |
| Havaí                | Lauren Teruya             | 19             | Honolulu             | 1,73   |                    | Irmã da Miss Havaí Teen EUA 2012, Kathryn Teruya.               |
| Idaho                | Gabriella Simpson         | 18             | Boise                | 1,70   |                    |                                                                 |
| Illinois             | Olivia Bohleber           | 17             | Carmi                | 1,70   |                    |                                                                 |
| Indiana              | Paige Robinson            | 18             | Indianápolis         |        | 3° Vice-Campeão    |                                                                 |
| Iowa                 | Carley Arnold             | 19             | Chariton             | 1,78   | Top 15             |                                                                 |
| Kansas               | Malerie Moore             | 17             | Olathe               | 1,68   |                    | Irmã da Miss Kansas Teen EUA 2016, Madison Moore                |
| Kentucky             | Olivia Prewitt            | 18             | Danville             | 1,57   |                    |                                                                 |
| Luisiana             | Hailey Crausby            | 18             | Lacombe              |        |                    |                                                                 |
| Maine                | Victoria Timm             | 18             | Scarborough          | 1,70   |                    |                                                                 |
| Maryland             | Taylor Spruill            | 19             | Upper Marlboro       | 1,75   | Top 15             |                                                                 |
| Massachusetts        | Caitlyn Martin            | 17             | Swansea              | 1,68   |                    |                                                                 |
| Michigan             | Kenzie Weingartz          | 18             | Marysville           |        |                    |                                                                 |
| Minnesota            | Tori Trittin              | 15             | Lakeville            | 1,63   |                    |                                                                 |
| Mississippi          | Hannah Chisolm            | 17             | Collinsville         | 1,70   |                    |                                                                 |
| Missouri             | Sophia Dominguez-Heithoff | 17             | Kansas City          | 1,78   | Miss Teen EUA 2017 |                                                                 |
| Montana              | Elle Cook                 | 17             | Billings             | 1,73   |                    |                                                                 |
| Nebraska             | Samantha Washington       | 19             | Lincoln              | 1,73   |                    |                                                                 |
| Nevada               | Alexis Smith              | 17             | Las Vegas            | 1,78   | 2° Vice-Campeão    |                                                                 |
| Nova Hampshire       | Kolby Tracey              | 18             | Bedford              | 1,73   |                    |                                                                 |
| Nova Jérsei          | Briahna Reinstein         | 17             | Manalapan            | 1,55   |                    |                                                                 |
| Novo México          | Kalina Hamilton           | 17             | Albuquerque          | 1,75   |                    |                                                                 |
| Nova Iorque          | Isabella Griffith         | 16             | Melville             | 1,78   | Top 15             |                                                                 |
| Ohio                 | Emma Karle                | 18             | Springfield Township |        |                    |                                                                 |
| Oklahoma             | Baylee Ogle               | 18             | Norman               | 1,70   | Top 15             |                                                                 |
| Oregon               | Vanessa Matheoson         | 19             | Klamath Falls        | 1,75   | 1° Vice-Campeão    |                                                                 |
| Pensilvânia          | Lauren Weaver             | 17             | Windber              | 1,75   |                    |                                                                 |
| Rhode Island         | Alexa Papigiotis          | 18             | North Providence     | 1,57   |                    |                                                                 |
| Tennessee            | Megan Hollingsworth       | 18             | Lewisburg            |        |                    |                                                                 |
| Texas                | Kirby Lindley             | 19             | Cypress              | 1,75   | Top 15             |                                                                 |
| Utah                 | Rachel Bell               | 18             | Sandy                |        | Top 15             |                                                                 |
| Vermont              | Kelsey Golonka            | 18             | Montpelier           | 1,63   | Top 15             |                                                                 |
| Virgínia             | Madison Walker            | 17             | Virginia Beach       |        |                    |                                                                 |
| Virgínia Ocidental   | Olivia Hutchison          | 18             | Huntington           | 1,75   | Top 15             |                                                                 |
| Washington           | Alyssa Williams           | 18             | Sumner               | 1,70   |                    |                                                                 |
| Wisconsin            | Abby Bryson               | 19             | Brookfield           | 1,73   |                    | Irmã da Miss Winsconsin Teen EUA 2009, Elizabeth Bryson.        |
| Wyoming              | Autumn Schieferstein      | 17             | Cheyenne             | 1,73   | Top 15             |                                                                 |